# France Gall/Diskografie
Diese Diskografie ist eine Übersicht über die musikalischen Werke der französischen Pop- und Schlagersängerin France Gall. Den Schallplattenauszeichnungen zufolge hat sie bisher mehr als 7,9 Millionen Tonträger verkauft, davon alleine in ihrer Heimat über 7,1 Millionen. Ihre erfolgreichste Veröffentlichung ist das Studioalbum Babacar mit über eine Million verkauften Einheiten.

## Alben

### Studioalben
| Jahr | Titel                                                       | Höchstplatzierung, Gesamtwochen, AuszeichnungChartplatzierungen (Jahr, Titel, Platzierungen, Wochen, Auszeichnungen, Anmerkungen) | Höchstplatzierung, Gesamtwochen, AuszeichnungChartplatzierungen (Jahr, Titel, Platzierungen, Wochen, Auszeichnungen, Anmerkungen) | Höchstplatzierung, Gesamtwochen, AuszeichnungChartplatzierungen (Jahr, Titel, Platzierungen, Wochen, Auszeichnungen, Anmerkungen) | Höchstplatzierung, Gesamtwochen, AuszeichnungChartplatzierungen (Jahr, Titel, Platzierungen, Wochen, Auszeichnungen, Anmerkungen) | Anmerkungen                                                                |
| Jahr | Titel                                                       | DE | CH | FR | BEW | Anmerkungen                                                                |
| ---- | ----------------------------------------------------------- | --- | --- | --- | --- | -------------------------------------------------------------------------- |
| 1964 | France Gall auch bekannt als: N’ecoute pas les idoles       | — | — | FR— GoldFR | — | Erstveröffentlichung: März 1964 Verkäufe: + 100.000                        |
| 1964 | France Gall auch bekannt als: Mes premières vraies vacances | — | — | FR50 (1 Wo.)FR | — | Erstveröffentlichung: August 1964                                          |
| 1964 | France Gall auch bekannt als: Sacre Charlemagne             | — | — | — | — | Erstveröffentlichung: 1964                                                 |
| 1965 | France Gall auch bekannt als: Poupée de cire, poupée de son | — | — | — | — | Erstveröffentlichung: 1965                                                 |
| 1966 | Les sucettes                                                | — | — | FR55 (1 Wo.)FR | — | Erstveröffentlichung: November 1966                                        |
| 1973 | Les annees folles - Homme tou petit                         | — | — | — | — | Erstveröffentlichung: 1973                                                 |
| 1975 | France Gall                                                 | — | — | FR4 Gold · (48 Wo.)FR | — | Erstveröffentlichung: 1975 Verkäufe: + 100.000                             |
| 1977 | Dancing disco                                               | — | — | FR2 Platin · (103 Wo.)FR | — | Erstveröffentlichung: 27. April 1977 Verkäufe: + 300.000                   |
| 1980 | Paris, France                                               | — | — | FR1 Platin · (68 Wo.)FR | — | Erstveröffentlichung: 19. Mai 1980 Verkäufe: + 400.000                     |
| 1981 | Tout pour la musique                                        | — | — | FR2 Platin · (72 Wo.)FR | — | Erstveröffentlichung: 1981 Verkäufe: + 400.000                             |
| 1984 | Débranche !                                                 | — | — | FR1 ×2Doppelplatin · (39 Wo.)FR                                                                                                   | — | Erstveröffentlichung: 2. April 1984 Verkäufe: + 600.000                    |
| 1987 | Babacar                                                     | DE7 (17 Wo.)DE | CH25 (5 Wo.)CH | FR2 Diamant · (68 Wo.)FR | — | Erstveröffentlichung: 6. April 1987 Verkäufe: + 1.000.000                  |
| 1992 | Double jeu                                                  | — | CH— GoldCH | FR1 ×2Doppelplatin · (62 Wo.)FR                                                                                                   | — | Erstveröffentlichung: 12. Juni 1992 Verkäufe: + 625.000; mit Michel Berger |
| 1996 | France                                                      | — | — | FR2 Platin · (25 Wo.)FR | BEW11 (21 Wo.)BEW | Erstveröffentlichung: 1. April 1996 Verkäufe: + 300.000                    |

grau schraffiert: keine Chartdaten aus diesem Jahr verfügbar

### Livealben
| Jahr | Titel                            | Höchstplatzierung, Gesamtwochen, AuszeichnungChartplatzierungen (Jahr, Titel, Platzierungen, Wochen, Auszeichnungen, Anmerkungen) | Höchstplatzierung, Gesamtwochen, AuszeichnungChartplatzierungen (Jahr, Titel, Platzierungen, Wochen, Auszeichnungen, Anmerkungen) | Höchstplatzierung, Gesamtwochen, AuszeichnungChartplatzierungen (Jahr, Titel, Platzierungen, Wochen, Auszeichnungen, Anmerkungen) | Höchstplatzierung, Gesamtwochen, AuszeichnungChartplatzierungen (Jahr, Titel, Platzierungen, Wochen, Auszeichnungen, Anmerkungen) | Anmerkungen | [↑]: gemeinsam behandelt mit vorhergehendem Eintrag; [←]: in beiden Charts platziert |
| Jahr | Titel                            | DE | CH | FR | BEW | Anmerkungen |                                                                                      |
| ---- | -------------------------------- | --- | --- | --- | --- | --- | ------------------------------------------------------------------------------------ |
| 1978 | Live: Théâtre des Champs-Élysées | — | — | — | — | Erstveröffentlichung: 1978 |                                                                                      |
| 1982 | Palais des sports                | — | — | FR21 Gold · (8 Wo.)FR | — | Erstveröffentlichung: 1982 Verkäufe: + 100.000 |                                                                                      |
| 1985 | France Gall au Zénith            | — | — | FR— GoldFR | — | Erstveröffentlichung: 4. Februar 1985 Verkäufe: + 100.000                                                                                              |                                                                                      |
| 1988 | Le Tour de France 88             | — | — | FR7 Platin · (14 Wo.)FR | — | Erstveröffentlichung: 1988 Verkäufe: + 300.000 |                                                                                      |
| 1993 | Simple je – Débranchée à Bercy   | — | — | FR18 ×2Doppelgold · (9 Wo.)FR | BEW56 (4 Wo.)BEW | Erstveröffentlichung: 1993 Verkäufe: + 200.000; in Belgien erst bei kombinierter Wiederveröffentlichung 2012 platziert (Simple je – L’Intégrale Bercy) |                                                                                      |
| 1994 | Simple je – Rebranchée à Bercy   | — | — | FR10 ×2Doppelgold · (8 Wo.)FR[BEW: ↑]                                                                                             | BEW56 (4 Wo.)BEW | Erstveröffentlichung: 1994 Verkäufe: + 200.000 |                                                                                      |
| 1997 | Concert acoustique               | — | — | FR16 (7 Wo.)FR | — | Erstveröffentlichung: 1997 |                                                                                      |
| 2005 | Pleyel                           | — | — | — | — | Erstveröffentlichung: 16. November 2005 |                                                                                      |
| 2012 | Best of Live                     | — | — | — | BEW87 (7 Wo.)BEW | Erstveröffentlichung: 26. Oktober 2012 |                                                                                      |

grau schraffiert: keine Chartdaten aus diesem Jahr verfügbar

### Kompilationen

#### Französischsprachige Kompilationen
| Jahr | Titel                                              | Höchstplatzierung, Gesamtwochen, AuszeichnungChartplatzierungen (Jahr, Titel, Platzierungen, Wochen, Auszeichnungen, Anmerkungen) | Höchstplatzierung, Gesamtwochen, AuszeichnungChartplatzierungen (Jahr, Titel, Platzierungen, Wochen, Auszeichnungen, Anmerkungen) | Höchstplatzierung, Gesamtwochen, AuszeichnungChartplatzierungen (Jahr, Titel, Platzierungen, Wochen, Auszeichnungen, Anmerkungen) | Höchstplatzierung, Gesamtwochen, AuszeichnungChartplatzierungen (Jahr, Titel, Platzierungen, Wochen, Auszeichnungen, Anmerkungen) | Anmerkungen |
| Jahr | Titel                                              | DE | CH | FR | BEW | Anmerkungen |
| ---- | -------------------------------------------------- | --- | --- | --- | --- | --- |
| 1966 | Baby Pop                                           | — | — | — | — | Erstveröffentlichung: 1966 |
| 1968 | 1968                                               | — | — | — | — | Erstveröffentlichung: 1968 |
| 1968 | Le disque d’or de France Gall                      | — | — | FR15 (1 Wo.)FR | — | Erstveröffentlichung: 1968 |
| 1973 | France Gall Ses Grands Succès                      | — | — | — | — | Erstveröffentlichung: 1973 |
| 1976 | France Gall auch bekannt als: Cinq minutes d’amour | — | — | — | — | Erstveröffentlichung: 1976 |
| 1981 | Les plus belles chansons de France Gall            | — | — | FR— GoldFR | — | Erstveröffentlichung: 1981 Verkäufe: + 100.000                                                                                      |
| 1988 | France Gall auch bekannt als: Best of              | — | — | FR— GoldFR | — | Erstveröffentlichung: 1981 Verkäufe: + 100.000                                                                                      |
| 1990 | Les années musique                                 | — | — | FR5 a ×2Doppelplatin · (24 Wo.)FR                                                                                                 | BEW164 (3 Wo.)BEW | Erstveröffentlichung: 16. Februar 1990 Verkäufe: + 600.000; Charteinstieg Belgien: 2019                                             |
| 2004 | Évidemment                                         | — | CH15 (13 Wo.)CH | FR1 a Platin · (29 Wo.)FR | BEW1 (159 Wo.)BEW | Erstveröffentlichung: 8. Oktober 2004 Verkäufe: + 300.000; 2011 Platz 41 der Kompilationscharts in Frankreich (84 Wochen platziert) |
| 2005 | Quand on est ensemble                              | — | — | FR12 a (12 Wo.)FR | BEW43 (20 Wo.)BEW | Erstveröffentlichung: 30. Oktober 2005 mit Michel Berger 2015 Platz 90 der Albumcharts in Frankreich (4 Wochen platziert)           |
| 2006 | Premium Toupargel                                  | — | — | FR— GoldFR | — | Erstveröffentlichung: 21. Februar 2006 Verkäufe: + 75.000                                                                           |
| 2024 | Plus haut                                          | — | CH58 (2 Wo.)CH | FR16 Gold · (… Wo.)FR | BEW57 (7 Wo.)BEW | Erstveröffentlichung: 8. November 2024 Verkäufe: + 50.000                                                                           |

grau schraffiert: keine Chartdaten aus diesem Jahr verfügbar

#### Deutschsprachige Kompilationen
| Jahr | Titel                               | Anmerkungen                         |
| ---- | ----------------------------------- | ----------------------------------- |
| 1968 | Die großen Erfolge                  | Erstveröffentlichung: 1968          |
| 1969 | Vive la France Gall                 | Erstveröffentlichung: 1969          |
| 1970 | Die großen Erfolge 2                | Erstveröffentlichung: 1970          |
| 1972 | Portrait in Musik                   | Erstveröffentlichung: 1972          |
| 1998 | En Allemand – Das Beste auf Deutsch | Erstveröffentlichung: 30. März 1998 |

### Soundtracks
| Jahr | Titel   | Höchstplatzierung, Gesamtwochen, AuszeichnungChartplatzierungen (Jahr, Titel, Platzierungen, Wochen, Auszeichnungen, Anmerkungen) | Höchstplatzierung, Gesamtwochen, AuszeichnungChartplatzierungen (Jahr, Titel, Platzierungen, Wochen, Auszeichnungen, Anmerkungen) | Höchstplatzierung, Gesamtwochen, AuszeichnungChartplatzierungen (Jahr, Titel, Platzierungen, Wochen, Auszeichnungen, Anmerkungen) | Höchstplatzierung, Gesamtwochen, AuszeichnungChartplatzierungen (Jahr, Titel, Platzierungen, Wochen, Auszeichnungen, Anmerkungen) | Anmerkungen                                                                                                 |
| Jahr | Titel   | DE | CH | FR | BEW | Anmerkungen                                                                                                 |
| ---- | ------- | --- | --- | --- | --- | --- |
| 2015 | Résiste | — | — | FR13 (17 Wo.)FR | BEW21 (28 Wo.)BEW | Erstveröffentlichung: 23. Oktober 2015 Soundtrack zum gleichnamigen Musical von France Gall und Bruck Dawit |

### EPs
Die veröffentlichten EPs besitzen keinen eigenen Titel, sondern wurden hier nach dem jeweils ersten der vier enthaltenen Lieder benannt.

| Jahr | Titel Album              | Höchstplatzierung, Gesamtwochen, AuszeichnungChartplatzierungen (Jahr, Titel, Album, Platzierungen, Wochen, Auszeichnungen, Anmerkungen) | Höchstplatzierung, Gesamtwochen, AuszeichnungChartplatzierungen (Jahr, Titel, Album, Platzierungen, Wochen, Auszeichnungen, Anmerkungen) | Höchstplatzierung, Gesamtwochen, AuszeichnungChartplatzierungen (Jahr, Titel, Album, Platzierungen, Wochen, Auszeichnungen, Anmerkungen) | Höchstplatzierung, Gesamtwochen, AuszeichnungChartplatzierungen (Jahr, Titel, Album, Platzierungen, Wochen, Auszeichnungen, Anmerkungen) | Anmerkungen                       |
| Jahr | Titel Album              | DE | CH | FR | BEW | Anmerkungen                       |
| ---- | ------------------------ | --- | --- | --- | --- | --------------------------------- |
| 1963 | Ne sois pas si bête      | — | — | — | BEW24 (12 Wo.)BEW | Erstveröffentlichung: 1963        |
| 1964 | N’écoute pas les idoles  | — | — | — | BEW14 (20 Wo.)BEW | Erstveröffentlichung: 1964        |
| 1964 | La cloche                | — | — | — | BEW28 (12 Wo.)BEW | Erstveröffentlichung: Mai 1964    |
| 1964 | Laisse tomber les filles | — | — | — | BEW9 (28 Wo.)BEW | Erstveröffentlichung: August 1964 |
| 1964 | Sacré Charlemagne        | — | — | — | BEW4 (28 Wo.)BEW | Erstveröffentlichung: 1964        |
| 1966 | Bonsoir John-John        | — | — | — | BEW15 (11 Wo.)BEW | Erstveröffentlichung: 1966        |
| 1967 | Teenie Weenie Boppie     | — | — | — | BEW15 (12 Wo.)BEW | Erstveröffentlichung: 1967        |
| 1968 | Chanson indienne         | — | — | — | — | Erstveröffentlichung: Januar 1968 |
| 1968 | Dady da da               | — | — | — | — | Erstveröffentlichung: 1968        |
| 1968 | 24/36                    | — | — | FR49 (1 Wo.)FR | — | Erstveröffentlichung: 1968        |
| 1969 | Les années folles        | — | — | — | — | Erstveröffentlichung: 1969        |

grau schraffiert: keine Chartdaten aus diesem Jahr verfügbar

## Singles

### Französischsprachige Singles
| Jahr | Titel Album                                              | Höchstplatzierung, Gesamtwochen, AuszeichnungChartplatzierungen (Jahr, Titel, Album, Platzierungen, Wochen, Auszeichnungen, Anmerkungen) | Höchstplatzierung, Gesamtwochen, AuszeichnungChartplatzierungen (Jahr, Titel, Album, Platzierungen, Wochen, Auszeichnungen, Anmerkungen) | Höchstplatzierung, Gesamtwochen, AuszeichnungChartplatzierungen (Jahr, Titel, Album, Platzierungen, Wochen, Auszeichnungen, Anmerkungen) | Höchstplatzierung, Gesamtwochen, AuszeichnungChartplatzierungen (Jahr, Titel, Album, Platzierungen, Wochen, Auszeichnungen, Anmerkungen) | Höchstplatzierung, Gesamtwochen, AuszeichnungChartplatzierungen (Jahr, Titel, Album, Platzierungen, Wochen, Auszeichnungen, Anmerkungen) | Anmerkungen                                                              |
| Jahr | Titel Album                                              | DE | AT | CH | FR | BEW | Anmerkungen                                                              |
| --- | -------------------------------------------------------- | --- | --- | --- | --- | --- | ------------------------------------------------------------------------ |
| 1965 | Poupée de cire, poupée de son b France Gall (1965)       | DE2 (20 Wo.)DE | AT10 (4 Wo.)AT | — | FR174 c (1 Wo.)FR | BEW3 (24 Wo.)BEW | B-Seite: Poupée de cire ESC 1965: Platz 1 für Luxemburg                  |
| 1965 | Et des baisers Baby Pop                                  | DE34 (1 Wo.)DE | — | — | — | BEW24 (12 Wo.)BEW | B-Seite: Attends ou va-t'en                                              |
| 1965 | L’Amérique Baby pop                                      | — | — | — | — | BEW32 (8 Wo.)BEW | B-Seite: Nous ne sommes pas des anges                                    |
| 1966 | Baby Pop                                                 | — | — | — | — | BEW23 (12 Wo.)BEW | Erstveröffentlichung: 21. März 1966 B-Seite: Cet air-là                  |
| 1966 | Les sucettes                                             | — | — | — | — | BEW14 (12 Wo.)BEW | B-Seite: Quand on est ensemble                                           |
| 1967 | Tu n’as pas le droit Les sucettes                        | — | — | — | — | BEW41 (3 Wo.)BEW | B-Seite: Il neige                                                        |
| 1967 | La petite 1968                                           | — | — | — | FR22 (13 Wo.)FR | BEW48 (1 Wo.)BEW | mit Maurice Biraud B-Seite: Polichinelle                                 |
| 1968 | Mon p’tit Soldat –                                       | — | — | — | — | BEW48 (1 Wo.)BEW | B-Seite: Y’a du soleil à vendre                                          |
| 1968 | Toi que je veux 1968                                     | — | — | — | — | BEW36 (5 Wo.)BEW | B-Seite: Gare A Toi... Gargantua                                         |
| 1969 | Baci, baci, baci –                                       | — | — | — | — | — | B-Seite: Baci, baci, baci                                                |
| 1969 | Homme tout Petit –                                       | — | — | — | — | BEW3 (21 Wo.)BEW | B-Seite: L’hiver est mort                                                |
| 1970 | Zozoi –                                                  | — | — | — | — | — | B-Seite: Merry Merry O!                                                  |
| 1971 | C’est cela l’amour –                                     | — | — | — | — | — | B-Seite: L’été                                                           |
| 1971 | Caméléon, caméléon –                                     | — | — | — | — | — | B-Seite: Chasse neige                                                    |
| 1972 | 5 minutes d’amour –                                      | — | — | — | — | BEW47 (1 Wo.)BEW | B-Seite: La quatrième chose                                              |
| 1974 | La déclaration d’amour France Gall (1975)                | — | — | — | FR124 c (1 Wo.)FR | BEW8 (13 Wo.)BEW | B-Seite: Si l’on pouvait vraiment parler                                 |
| 1974 | Mais, aime la –                                          | — | — | — | — | BEW23 (8 Wo.)BEW | B-Seite: À votre avis                                                    |
| 1974 | Comment lui dire France Gall (1975)                      | — | — | — | — | BEW17 (11 Wo.)BEW | B-Seite: Samba mambo                                                     |
| 1974 | Ce soir je ne dors pas France Gall (1975)                | — | — | — | — | BEW47 (2 Wo.)BEW | B-Seite: Big Fat Mamma                                                   |
| 1976 | Ça balance pas mal à Paris –                             | — | — | — | FR25 (12 Wo.)FR | BEW21 (9 Wo.)BEW | mit Michel Berger B-Seite: Le monoloque d’Emilie                         |
| 1977 | Musique Dancing Disco                                    | — | — | — | FR152 c (1 Wo.)FR | BEW3 (14 Wo.)BEW | B-Seite: Dancing Disco                                                   |
| 1977 | Si, maman si Dancing Disco                               | — | — | — | FR99 c (1 Wo.)FR | BEW16 (8 Wo.)BEW | B-Seite: Ce garçon qui danse                                             |
| 1977 | Le meilleur de soi-même Dancing Disco                    | — | — | — | — | — | B-Seite: Une nuit à Paris                                                |
| 1978 | Viens je t’emmène –                                      | — | — | — | — | — | B-Seite: La tendresse des mots                                           |
| 1979 | Besoin d’amour –                                         | — | — | — | — | — | B-Seite: Monopolis (Dans les villes de l’an 2000)                        |
| 1980 | Il jouait du piano debout Paris, France                  | — | — | CH77 c (1 Wo.)CH | FR57 c Gold · (3 Wo.)FR | — | Verkäufe: + 500.000 B-Seite: La chanteuse qui a tout donné               |
| 1980 | Bébé comme la vie Paris, France                          | — | — | — | — | — | B-Seite: Plus d’été                                                      |
| 1980 | Plus haut Paris, France                                  | — | — | — | — | — |                                                                          |
| 1981 | Les aveux –                                              | — | — | — | FR2 (15 Wo.)FR | — | mit Elton John B-Seite: Donner pour donner                               |
| 1981 | Donner pour donner –                                     | — | — | — | FR4 (17 Wo.)FR | — | mit Elton John B-Seite von Les aveux                                     |
| 1981 | Tout pour la musique                                     | — | — | — | FR— GoldFR | — | B-Seite: Résiste d                                                       |
| 1981 | Résiste Tout pour la musique                             | — | — | CH93 c (1 Wo.)CH | FR34 c (4 Wo.)FR | — | B-Seite: Tout pour la musique d                                          |
| 1981 | Amor también (tout le monde chante) Tout pour la musique | — | — | — | — | — | B-Seite: La fille de Shannon                                             |
| 1984 | Débranche!                                               | — | — | — | FR44 (2 Wo.)FR | — | B-Seite: J’ai besoin de vous                                             |
| 1984 | Hong-Kong Star Débranche!                                | — | — | — | FR6 (14 Wo.)FR | — | B-Seite: Tu comprendras quand tu seras plus jeune                        |
| 1985 | Calypso Débranche!                                       | — | — | — | FR36 (6 Wo.)FR | — | B-Seite: Si superficielle                                                |
| 1985 | Cézanne peint Débranche!                                 | — | — | — | — | — | Erstveröffentlichung: Mai 1985 B-Seite: Savoir vivre                     |
| 1987 | Babacar                                                  | DE14 (11 Wo.)DE | — | CH27 (2 Wo.)CH | FR11 (17 Wo.)FR | — | B-Seite: C’est bon que tu sois là                                        |
| 1987 | Ella, elle l’a Babacar                                   | DE1 Gold · (20 Wo.)DE | AT1 (16 Wo.)AT | CH5 (16 Wo.)CH | FR2 Silber · (23 Wo.)FR | — | Verkäufe: + 500.000 B-Seite: Dancing Brave                               |
| 1988 | Évidemment Babacar                                       | — | — | CH89 c (1 Wo.)CH | FR6 (19 Wo.)FR | — | Erstveröffentlichung: März 1988 B-Seite: La chanson d’Azima              |
| 1988 | Papillon de nuit Babacar                                 | — | — | — | FR23 (13 Wo.)FR | — | B-Seite: J’irai où tu iras                                               |
| 1989 | La chanson d’Azima Babacar                               | — | — | — | FR29 (8 Wo.)FR | — | B-Seite: C’est bon que tu sois là                                        |
| 1992 | Laissez passer les rêves Double jeu                      | — | — | — | FR37 (4 Wo.)FR | — | mit Michel Berger B-Seite: Jamais partir                                 |
| 1992 | Superficiel et léger Double jeu                          | — | — | — | FR42 (5 Wo.)FR | — | mit Michel Berger B-Seite: Bats-toi                                      |
| 1993 | Les élans du cœur Double jeu                             | — | — | — | — | — | mit Michel Berger B-Seite: Les couloirs des halles                       |
| 1993 | Mademoiselle Chang (live) Simple je – Débranchée à Bercy | — | — | — | FR23 (3 Wo.)FR | — | Erstveröffentlichung: Mai 1993 B-Seite: La chanson de la négresse blonde |
| 1994 | Paradis blanc –                                          | — | — | — | — | — |                                                                          |
| 1994 | Les princes des villes France                            | — | — | — | — | — | B-Seite: Quelques mots d’amour                                           |
| 1996 | Privée d’amour France                                    | — | — | — | — | — | B-Seite: Résiste (1996)                                                  |
| 1996 | Message personnel France                                 | — | — | — | — | — | B-Seite: Laissez passer les rêves                                        |
| Folgende Lieder erschienen nicht als Single, wurden aber durch das Album zum Download und Streaming bereitgestellt und konnten somit eine Platzierung erlangen: |                                                          | | | | | |                                                                          |
| |                                                          | | | | | |                                                                          |
| 2012 | Plus d’été Paris, France                                 | — | — | — | FR143 (1 Wo.)FR | — | B-Seite von Bébé comme la vie                                            |

grau schraffiert: keine Chartdaten aus diesem Jahr verfügbar

### Deutschsprachige Singles
| Jahr | Titel Album                                                    | Höchstplatzierung, Gesamtwochen, AuszeichnungChartplatzierungen (Jahr, Titel, Album, Platzierungen, Wochen, Auszeichnungen, Anmerkungen) | Höchstplatzierung, Gesamtwochen, AuszeichnungChartplatzierungen (Jahr, Titel, Album, Platzierungen, Wochen, Auszeichnungen, Anmerkungen) | Höchstplatzierung, Gesamtwochen, AuszeichnungChartplatzierungen (Jahr, Titel, Album, Platzierungen, Wochen, Auszeichnungen, Anmerkungen) | Höchstplatzierung, Gesamtwochen, AuszeichnungChartplatzierungen (Jahr, Titel, Album, Platzierungen, Wochen, Auszeichnungen, Anmerkungen) | Höchstplatzierung, Gesamtwochen, AuszeichnungChartplatzierungen (Jahr, Titel, Album, Platzierungen, Wochen, Auszeichnungen, Anmerkungen) | Anmerkungen                                                |
| Jahr | Titel Album                                                    | DE | AT | CH | FR | BEW | Anmerkungen                                                |
| ---- | -------------------------------------------------------------- | --- | --- | --- | --- | --- | ---------------------------------------------------------- |
| 1966 | Wir sind keine Engel –                                         | — | — | — | — | — | B-Seite: Ich träume jede Nacht                             |
| 1968 | A Banda Die großen Erfolge                                     | DE16 Gold · (6 Wo.)DE | — | — | — | — | Verkäufe: + 500.000 B-Seite: Mein Herz ist weg             |
| 1968 | Computer Nr. 3 Die großen Erfolge                              | DE24 (3 Wo.)DE | — | — | — | — | B-Seite: Alle reden von der Liebe                          |
| 1968 | Merci, Herr Marquis Die großen Erfolge 2                       | DE39 (1 Wo.)DE | — | — | — | — | B-Seite: ...so einen jungen Mann                           |
| 1969 | Ein bißchen Goethe, ein bißchen Bonaparte Die großen Erfolge 2 | DE14 (5 Wo.)DE | — | — | — | — | B-Seite: Des Rätsels Lösung                                |
| 1969 | Links vom Rhein und rechts vom Rhein Die großen Erfolge 2      | DE32 (1 Wo.)DE | — | — | — | — | B-Seite: Ich liebe dich - so wie du bist                   |
| 1970 | Wassermann und Fisch Die großen Erfolge 2                      | — | — | — | — | — | B-Seite: Kilimandscharo                                    |
| 1971 | Mein Herz kann man nicht kaufen –                              | — | — | — | — | — | B-Seite: Ich singe meinen Song                             |
| 1971 | Unga-Katunga –                                                 | — | — | — | — | — | B-Seite: Ali Baba und die 40 Räuber                        |
| 1971 | Zwei Verliebte zieh’n durch Europa –                           | — | — | — | — | — | Erstveröffentlichung: April 1971 B-Seite: Ich war ein Kind |
| 1972 | Für dreißig Centimes –                                         | — | — | — | — | — | B-Seite: Lieber Leo                                        |
| 1972 | Ein bisschen mogeln in der Liebe –                             | — | — | — | — | — | B-Seite: Komm mit mir nach Bahia                           |
| 1972 | Ich bin zuckersüß –                                            | — | — | — | — | — | B-Seite: Kommst Du zu mir?                                 |

grau schraffiert: keine Chartdaten aus diesem Jahr verfügbar

## Videoalben
| Jahr | Titel    | Anmerkungen                                               |
| ---- | -------- | --------------------------------------------------------- |
| 1994 | Bercy 93 | Erstveröffentlichung: 1994 · FR: Gold; Verkäufe: + 10.000 |

## Boxsets
| Jahr | Titel                                                                        | Höchstplatzierung, Gesamtwochen, AuszeichnungChartplatzierungen (Jahr, Titel, Platzierungen, Wochen, Auszeichnungen, Anmerkungen) | Höchstplatzierung, Gesamtwochen, AuszeichnungChartplatzierungen (Jahr, Titel, Platzierungen, Wochen, Auszeichnungen, Anmerkungen) | Höchstplatzierung, Gesamtwochen, AuszeichnungChartplatzierungen (Jahr, Titel, Platzierungen, Wochen, Auszeichnungen, Anmerkungen) | Höchstplatzierung, Gesamtwochen, AuszeichnungChartplatzierungen (Jahr, Titel, Platzierungen, Wochen, Auszeichnungen, Anmerkungen) | Anmerkungen                                      |
| Jahr | Titel                                                                        | DE | CH | FR | BEW | Anmerkungen                                      |
| ---- | ---------------------------------------------------------------------------- | --- | --- | --- | --- | ------------------------------------------------ |
| 2011 | Intégrale des albums studio + Palais des Sports, le Tour de France et Pleyel | — | — | — | BEW118 (1 Wo.)BEW | Erstveröffentlichung: 29. Juni 2011 11 CD-Boxset |

## Statistik

### Chartauswertung
|                     | DE    | CH    | FR     | BEW     |
| ------------------- | ----- | ----- | ------ | ------- |
| Nummer-eins-Alben   | DE—DE | CH—CH | FR3FR  | BEW1BEW |
| Top-10-Alben        | DE1DE | CH—CH | FR10FR | BEW1BEW |
| Alben in den Charts | DE1DE | CH3CH | FR21FR | BEW9BEW |

|                       | DE    | AT    | CH    | FR     | BEW      |
| --------------------- | ----- | ----- | ----- | ------ | -------- |
| Nummer-eins-Singles   | DE1DE | AT1AT | CH—CH | FR—FR  | BEW—BEW  |
| Top-10-Singles        | DE2DE | AT2AT | CH1CH | FR5FR  | BEW6BEW  |
| Singles in den Charts | DE9DE | AT2AT | CH5CH | FR23FR | BEW25BEW |

### Auszeichnungen für Musikverkäufe
Anmerkung: Auszeichnungen in Ländern aus den Charttabellen bzw. Chartboxen sind in ebendiesen zu finden.
| Land/RegionAuszeichnungen für Musikverkäufe (Land/Region, Auszeichnungen, Verkäufe, Quellen) | Silber  | Gold       | Platin       | Diamant  | Verkäufe  | Quellen           |
| -------------------------------------------------------------------------------------------- | ------- | ---------- | ------------ | -------- | --------- | ----------------- |
| Deutschland (BVMI)                                                                           | —       | 2× Gold2   | —            | —        | 750.000   | musikindustrie.de |
| Frankreich (SNEP)                                                                            | Silber1 | 15× Gold15 | 12× Platin12 | Diamant1 | 7.185.000 | infodisc.fr       |
| Schweiz (IFPI)                                                                               | —       | Gold1      | —            | —        | 25.000    | hitparade.ch      |
| Insgesamt                                                                                    | Silber1 | 18× Gold18 | 12× Platin12 | Diamant1 |           |                   |